# Alfred Schmidt (esesman)
Alfred Schmidt (ur. 9 lipca 1897, zm. 30 września 1947) – zbrodniarz hitlerowski, jeden z funkcjonariuszy SS pełniących służbę w niemieckich obozach koncentracyjnych i SS-Oberscharführer.
Pełnił służbę w obozach Mittelbau-Dora i Buchenwald. Za dokonywanie morderstw i torturowanie więźniów obozów koncentracyjnych skazany został 13 sierpnia 1947 przez polski sąd w Łodzi na karę śmierci. Wyrok wykonano przez powieszenie pod koniec września 1947.